# Eric Johnson (Politiker)

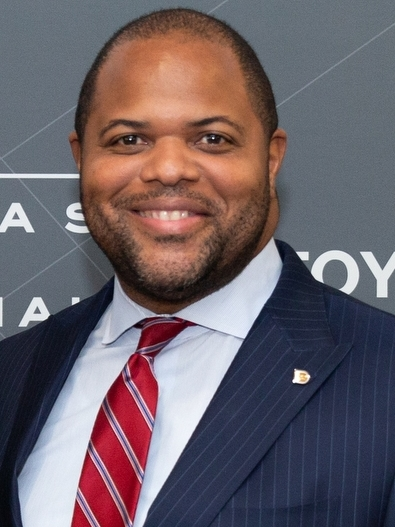
Eric Johnson (2018)

Eric Lynn Johnson (* 10. Oktober 1975 in Dallas, Texas) ist ein US-amerikanischer Politiker (Republikanische Partei). Er ist seit 2019 der Bürgermeister der Stadt Dallas. Von 2010 bis 2019 war er Abgeordneter für den Wahlbezirk der Städte Dallas und Mesquite im Repräsentantenhaus von Texas.

## Leben
Eric Johnson wuchs in Oak Cliff, einem Stadtteil von Dallas, auf. Nach dem Besuch zweier Grundschulen in Dallas kam er über den Boys & Girls Clubs of America an ein Stipendium für die Greenhill School in Addison, Texas. Nach seinem Schulabschluss im Jahr 1994 studierte Johnson an der Harvard University, wo er sich in der Harvard Black Students Association engagierte. Im Sommer 1996 studierte Johnson Politikwissenschaften an der University of California at Berkeley, sein Studium an der Harvard University schloss Johnson im Jahr 1998 cum laude ab. Im gleichen Jahr kehrte Johnson nach Dallas zurück und war zunächst als Investmentbanker und später als Berater der Repräsentantin Yvonne Davis tätig. Zwischen 1999 und 2003 studierte Johnson an der University of Pennsylvania Rechtswissenschaften und erwarb den akademischen Grad Juris Doctor.
Johnson ist verheiratet und hat drei Kinder.

## Politik
Am 20. April 2010 wurde Eric Johnson als Mitglied des Repräsentantenhauses von Texas eingeschworen. Im November 2010 wurde er bei einer regulären Wahl ohne Gegenkandidaten wiedergewählt, ebenso im November 2012. Insgesamt war Johnson für fünf Amtszeiten Mitglied der Legislative des Staates Texas. Am 2. Mai 2018 gab er seine Kandidatur für die Wahl zum Sprecher des Repräsentantenhauses bekannt. Am 12. November 2018 zog er seine Kandidatur zurück und teilte mit, den Republikaner Dennis Bonnen bei der Wahl zum Repräsentantenhaussprecher zu unterstützen. Im Dezember 2018 gab Johnson schließlich bekannt, bei der Bürgermeisterwahl in Dallas im folgenden Jahr anzutreten.
Im ersten Wahldurchgang am 4. Mai 2019 erhielt Johnson mit 20,31 Prozent die meisten Stimmen vor dem Stadtratsmitglied Scott Briggs, der 18,48 Prozent der Stimmen erhielt. Bei der Stichwahl am 8. Juni 2019 setzte sich Johnson mit 55,61 Prozent der Wählerstimmen gegen Briggs durch. Am 17. Juni 2019 wurde Eric Johnson in sein Amt eingeschworen, er löste damit Mike Rawlings ab, der nach zwei Amtszeiten nicht mehr angetreten war. Sein Mandat im texanischen Repräsentantenhaus legte er nieder.
Im Mai 2023 wurde Johnson für eine zweite Amtszeit wiedergewählt. Im September 2023 trat er aus der Demokratischen Partei aus und wechselte zu den Republikanern.